# Agrias extensa
Agrias extensa är en fjärilsart som beskrevs av Percy I. Lathy 1924. Agrias extensa ingår i släktet Agrias och familjen praktfjärilar. Inga underarter finns listade i Catalogue of Life.